# 대수 다형체의 사상
대수 기하학에서 대수 다형체들 사이의 사상은 다항식에 의해 국소적으로 주어진 다형체 사이의 함수이다. 정규 사상 또는 정칙 사상(복소 함수론의 정칙 사상과 혼돈의 여지가 있다)이라고도 한다. 대수 다형체에서 아핀 직선으로 가는 사상은 정규 함수라고도 한다. 역도 규칙적인 정규 사상을 쌍정규라고 하며 쌍정규 사상은 대수 다형체의 동형사상이다. 정규와 쌍정규는 매우 제한적인 조건이기 때문에 – 사영 다형체 위에서는 모든 정규 함수가  상수 함수다. – 유리 및 쌍유리 사상의 개념도 널리 사용된다. 그들은 다항식 대신 유리 분수에 의해 국소적으로 정의되는 부분 함수이다.
대수 다형체는 자연스럽게 국소적으로 환 달린 공간 구조를 가진다. 대수 다형체 사이의 사상은 정확히 기반이 되는 국소적으로 환 달린 공간의 사상이다.

## 정의
{\displaystyle X,Y}가 각각 {\displaystyle \mathbb {A} ^{n}}과 {\displaystyle \mathbb {A} ^{m}}의 닫힌 부분 다형체(즉 {\displaystyle X,Y}는 아핀 다형체)이면, 정규 사상 {\displaystyle f\colon X\to Y} 는 다항식 사상 {\displaystyle \mathbb {A} ^{n}\to \mathbb {A} ^{m}}의 제한이다. 명시적으로
{\displaystyle f=(f_{1},\dots ,f_{m})}
형태를 가진다. 여기서 {\displaystyle f_{i}}들은 {\displaystyle X}의 좌표 환에 있다.
{\displaystyle k[X]=k[x_{1},\dots ,x_{n}]/I}
여기서 {\displaystyle I}는 {\displaystyle X}를 정의하는 이데알이다. (참고: 두 개의 다항식 {\displaystyle f,g}가 {\displaystyle X}에서 동일한 함수를 정의함과 {\displaystyle f-g}가 {\displaystyle I}의 원소임은 동치이다). 상 {\displaystyle f(X)}는 {\displaystyle Y}에 있으므로 {\displaystyle Y}의 정의 방정식을 충족한다. 즉, 정규 사상 {\displaystyle f:X\to Y} 구성 원소가 다음 정의 방정식을 만족하는 다항식 사상의 제한과 동일하다. {\displaystyle Y} .
보다 일반적으로, {\displaystyle f(U)\subset V} 및 제한된 함수 {\displaystyle f}를 충족하는 {\displaystyle x}의 이웃 {\displaystyle U}와 {\displaystyle f(x)}의 이웃 {\displaystyle V}가 있는 경우 두 다형체 사이의 사상 {\displaystyle f:X\to Y}는 점 x에서 규칙적이다. {\displaystyle U\to V}는 {\displaystyle U}와 {\displaystyle V}의 일부 아핀 좌표 조각에서 함수로 규칙적이다. 그런 다음 {\displaystyle f}가 {\displaystyle X}의 모든 지점에서 규칙적이라면 {\displaystyle f}를 정규라고 한다.
- 참고: 두 정의가 일치한다는 것이 즉시 명백하지는 않다. {\displaystyle X}와 {\displaystyle Y}가 아핀 다형체인 경우 사상 {\displaystyle f:X\to Y}는 첫 번째 의미에서 규칙적이다. [a] 또한 규칙성이 아핀 좌표 조각의 선택에 따라 달라지는지 즉시 명확하지 않다(그렇지 않다.[b]). 그러나 이러한 종류의 일관성 문제는 공식 정의를 채택하면 사라진다. (추상적) 대수 다형체는 특정 종류의 국소적으로 환 달린 공간으로 정의된다. 이 정의가 사용될 때 다형체의 사상은 국소적으로 환 달린 공간의 사상일 뿐이다.

정규 사상의 구성은 다시 정규이다. 따라서 대수 다형체는 사상이 정규 사상인 대수 다형체 범주를 형성한다.
아핀 다형체 사이의 정규 사상은 좌표 환 사이의 대수 동형에 대해 일대일로 반변적으로 대응한다. {\displaystyle f:X\to Y}가 아핀 다형체의 동형이면 대수 준동형 사상
{\displaystyle f^{\#}:k[Y]\to k[X],\,g\mapsto g\circ f}
을 정의한다. 여기서 {\displaystyle k[X],k[Y]}는 각각 {\displaystyle X}와 {\displaystyle Y}의 좌표 환이다. {\displaystyle g\circ f=g(f_{1},\dots ,f_{m})}가  {\displaystyle k[X]}의 원소들로 이뤄진 다항식이므로 이는 잘 정의되어 있다.이다. 반대로, 만약 {\displaystyle \phi :k[Y]\to k[X]}가 대수 준동형사상이면, 그것은 사상
{\displaystyle \phi ^{a}:X\to Y}
을 유도한다. 주어진 : 쓰기 {\displaystyle k[Y]=k[y_{1},\dots ,y_{m}]/J,}
{\displaystyle \phi ^{a}=(\phi ({\overline {y_{1}}}),\dots ,\phi ({\overline {y_{m}}}))}
여기서 {\displaystyle {\overline {y}}_{i}}는 {\displaystyle y_{i}}들의 상들이다. {\displaystyle {\phi ^{a}}^{\#}=\phi }이고 {\displaystyle {f^{\#}}^{a}=f}임을 주의하라.  특히, {\displaystyle f^{\#}}가 좌표 환의 동형사상인 경우에만 {\displaystyle f}는 아핀 다형체의 동형사상이다.
예를 들어, {\displaystyle X}가 아핀 다형체 {\displaystyle Y}의 닫힌 부분 다형체이고 {\displaystyle f}가 포함 사상이면 {\displaystyle f^{\#}}는 {\displaystyle Y}에서 {\displaystyle X}로의 정규 함수 제한이다.

## 정규 함수
{\displaystyle Y=A^{1}}인 특별한 경우 정규 사상 {\displaystyle f:X\to \mathbb {A} ^{1}}은 정규 함수라고 한다. 정규 함수들이 이루는 환 (즉, 좌표 환 또는, 보다 추상적으로, 층 구조의 대역 단면 환)은 아핀 대수 기하학의 기본 대상이다. 사영 다형체에 대한 유일한 정규 함수는 상수 함수이다(복소 해석학에서 리우빌 정리의 대수적 아날로그로 볼 수 있음).

스칼라 함수 {\displaystyle f:X\to \mathbb {A} ^{1}}는, 어떤 {\displaystyle x}의 열린 아핀 이웃에서, {\displaystyle x}에서 정규인 유리 함수일 때 점 {\displaystyle x}에서 정규이다. 즉, {\displaystyle x}의 이웃에서 {\displaystyle f=g/h}이고 {\displaystyle h}가 {\displaystyle x}에서 0이 아닌 정규 함수 {\displaystyle g,h}가 있다. 주의: 조건은 모든 쌍{\displaystyle (g,h)}에 대한 것이 아니라 일부 쌍 {\displaystyle (g,h)}에 대한 것이다.
{\displaystyle X}가 준사영 다형체이면, 즉, 사영 다형체의 열린 부분 다형체인 경우, 함수 체 {\displaystyle k(X)}는 {\displaystyle X}의 폐포 {\displaystyle {\overline {X}}}와 동일하다. 따라서 {\displaystyle X} 위의 유리 함수는 {\displaystyle {\overline {X}}}의 동차 좌표 환 {\displaystyle k[{\overline {X}}]}에서 동일한 차수의 어떤 동차 원소 {\displaystyle g,h}에 대해 {\displaystyle g/h} 형태이다. 그러면, {\displaystyle X} 위의 유리 함수 {\displaystyle f}는 점 {\displaystyle x}에서 정규임과 {\displaystyle f=g/h}이고 {\displaystyle h}는 {\displaystyle x}에서 사라지지 않는 {\displaystyle k[{\overline {X}}]} 안의 차수가 같은 동차 원소 {\displaystyle g,h}가 존재함과 동치다. 이는 때때로 정규 함수의 정의로 본다.

## 스킴의 사상과 비교
{\displaystyle X={\text{Spec}}A}및 {\displaystyle Y={\text{Spec}}B}가 아핀 스킴인 경우  각 환 동형사상 {\displaystyle \varphi :B\to A}은 소 이데알들의 역상을 취함으로써 사상
{\displaystyle \phi ^{a}:X\to Y,\,{\mathfrak {p}}\mapsto \phi ^{-1}({\mathfrak {p}})}
을 결정한다. 아핀 스킴 사이의 모든 사상은 이러한 유형이며 이러한 사상를 붙이면 일반적으로 스킴의 사상이 제공된다.
이제 {\displaystyle X}, {\displaystyle Y}가 아핀 다형체인 경우; 즉, {\displaystyle A}, {\displaystyle B}는 대수적으로 닫힌 체 k에 대해 유한 생성 대수 정역이다. 그러면 닫힌 점만 사용하여 위의 내용은 정의와 일치한다. (증명: {\displaystyle f:X\to Y}가 사상이면,  {\displaystyle \phi =f^{\#}}라 쓰고,
{\displaystyle {\mathfrak {m}}_{f(x)}=\phi ^{-1}({\mathfrak {m}}_{x})}
여기서 {\displaystyle {\mathfrak {m}}_{x},{\mathfrak {m}}_{f(x)}}는 각각 점 {\displaystyle x}와 {\displaystyle f(x)}에 해당하는 극대 이데알이다. 즉, {\displaystyle {\mathfrak {m}}_{x}=\{g\in k[X]\mid g(x)=0\}}. 이것은 즉각적이다. )
이 사실은 아핀 다형체의 범주가 {\displaystyle k}에 대한 아핀 스킴의 전체 부분 범주로 식별될 수 있음을 의미한다. 다형체의 사상은 아핀 스킴의 사상을 붙여서 스킴의 사상를 얻는 것과 같은 방식으로 아핀 다형체의 사상를 붙여서 얻으므로 다형체의 범주는 {\displaystyle k}에 대한 스킴 범주의 전체 부분 범주가 된다.
자세한 내용은  참조하라.

## 예
- {\displaystyle \mathbb {A} ^{n}}에서 정규 함수는 정확히 n 변수 다항식이고 {\displaystyle \mathbb {P} ^{n}}에서 정규 함수는 정확히 상수 함수이다.
- {\displaystyle X}를 아핀 곡선 {\displaystyle y=x^{2}}이라 하자. 그러면{\displaystyle f:X\to \mathbb {A} ^{1},\,(x,y)\mapsto x}는 사상이다. 이는 전단사이고 역사상은{\displaystyle g(x)=(x,x^{2})}이다. {\displaystyle g} 또한 사상이므로 {\displaystyle f}는 다형체의 동형사상이다.
- {\displaystyle X}를 아핀 곡선 {\displaystyle y^{2}=x^{3}+x^{2}}이라 하자. 그 다음에{\displaystyle f:\mathbb {A} ^{1}\to X,\,t\mapsto (t^{2}-1,t^{3}-t)}은 사상이다. 이는 환 준동형 사상{\displaystyle f^{\#}:k[X]\to k[t],\,g\mapsto g(t^{2}-1,t^{3}-t),}와 대응한다. 이 환 준동형 사상은 일대일이다.
- 앞의 예를 계속해서 {\displaystyle U=\mathbb {A} ^{1}-\{1\}}이라 놓자. {\displaystyle U}는 초평면 t = 1의 여집합이므로 {\displaystyle U}는 아핀이다. 제한 {\displaystyle f:U\to X}은 전단사이다. 그러나 해당 환 준동형 사상은 다음 포함 사상 {\displaystyle k[X]=k[t^{2}-1,t^{3}-t]\hookrightarrow k[t,(t-1)^{-1}]}이다. 이는 동형이 아니므로 제한 {\displaystyle f|_{U}}는 동형이 아니다.
- {\displaystyle X}를 아핀 곡선 {\displaystyle x^{2}+y^{2}=1},{\displaystyle f(x,y)={1-y \over x}.}로 두자. 그러면 {\displaystyle f}는 {\displaystyle X} 위에서 정의된 유리 함수이다. {\displaystyle f}는 유리식으로 표현 되었음에도 (0,1)에서 정규이다. 왜냐하면, {\displaystyle X} 위에서 정의된 유리 함수로서, {\displaystyle f}는 {\displaystyle f(x,y)={x \over 1+y}.}로 쓸 수 있기 때문이다.
- {\displaystyle U=\mathbb {A} ^{2}-\{(0,0)\}}라 놓자. 그러면 {\displaystyle X}는 다형체의 열린 부분집합이기 때문에 대수 다형체이다. {\displaystyle f}가 {\displaystyle X}에서 정규 함수이면, {\displaystyle f}는 {\displaystyle D_{\mathbf {A} ^{2}}(x)=\mathbf {A} ^{2}-\{x=0\}}에서 정규 함수이고  {\displaystyle k[D_{\mathbf {A} ^{2}}(x)]=k[\mathbf {A} ^{2}][x^{-1}]=k[x,x^{-1},y]}에서도 정규 함수이다. 마찬가지로, {\displaystyle k[x,y,y^{-1}]}에서도 정규 함수이다. 따라서 다음과 같이 쓸 수 있다:{\displaystyle f={g \over x^{n}}={h \over y^{m}}}여기서 {\displaystyle g,h\in k[x,y]}. 하지만 이는 {\displaystyle g}가 {\displaystyle x^{n}}으로 나누어 떨어지고 따라서 {\displaystyle f}는 사실 다항식임을 뜻한다. 즉, {\displaystyle X} 위의 정규 함수 환은 {\displaystyle k[x,y]}이다.(이는 또한 {\displaystyle X}가 아핀일 수 없음을 뜻한다. 왜냐하면, 만약 {\displaystyle X}가 아핀이라면, {\displaystyle X}는 그것의 좌표 환으로 결정되고 따라서 {\displaystyle X=\mathbb {A} ^{2}}이어야 하기 때문이다.)
- {\displaystyle \mathbb {P} ^{1}=\mathbb {A} ^{1}\cup \{\infty \}}를 점 (x : 1)들을 {\displaystyle \mathbb {A} ^{1}}의 점 x로 보고 {\displaystyle \infty =(1:0)}로 보자. {\displaystyle \sigma (x:y)=(y:x)}로 주어지는 {\displaystyle \mathbb {P} ^{1}}의 자기동형사상 {\displaystyle \sigma }가 있다. 특히 {\displaystyle \sigma }는 0과 {\displaystyle \infty }를 바꾼다. {\displaystyle f}가 {\displaystyle \mathbb {P} ^{1}}에서 정의된 유리 함수인 경우,{\displaystyle \sigma ^{\#}(f)=f(1/z)}이고, {\displaystyle f}는 {\displaystyle \infty }에서 정규임과 {\displaystyle f(1/z)}가 영에서 정규임이 동치이다.
- 기약 대수 곡선 {\displaystyle V}의 함수체 {\displaystyle k(V)}를 취하면 함수 체의 함수 {\displaystyle F}는 모두 {\displaystyle V}에서 k에 대한 사영 직선 으로의 사상으로 실현될 수 있다.  (참조. #속성 ) 이미지는 단일 지점이거나 전체 사영 직선이 된다(이것은 사영 다형체의 완전성의 결과이다). 즉, {\displaystyle F}가 실제로 상수가 아닌 경우 {\displaystyle V}의 일부 점에서 {\displaystyle F}에 값 {\displaystyle \infty }를 부여해야 한다.
- 임의의 대수 다형체 {\displaystyle X}, {\displaystyle Y}에 대해 사영 {\displaystyle p:X\times Y\to X,\,(x,y)\mapsto x}은 다형체의 사상이다. 만약  {\displaystyle X}, {\displaystyle Y}가 아핀이면, 대응하는 환 준동형사상은

{\displaystyle p^{\#}:k[X]\to k[X\times Y]=k[X]\otimes _{k}k[Y],\,f\mapsto f\otimes 1}이다. 여기서{\displaystyle (f\otimes 1)(x,y)=f(p(x,y))=f(x)}

## 성질
자리스키 위상을 고려 할 때 다형체 사이의 사상은 연속이다.
다형체 사상의 상은 열려 있거나 닫혀 있을 필요가 없다(예를 들어, {\displaystyle \mathbf {A} ^{2}\to \mathbf {A} ^{2},\,(x,y)\mapsto (x,xy)} 열려 지도 닫혀 있지도 않다). 그러나 여전히 다음과 같이 말할 수 있다. {\displaystyle f}가 다형체 사이의 사상이면 {\displaystyle f}의 상은 폐포의 열린 조밀 부분 집합을 포함한다. (cf. 구성 가능한 집합 . )
대수 다형체의 사상 {\displaystyle f:X\to Y}가 조밀한 상을 가지면 지배적이라고 한다. 이러한 {\displaystyle f}에 대해 {\displaystyle V}가 {\displaystyle Y}의 비어 있지 않은 열린 아핀 부분 집합이면 {\displaystyle f(U)\subset V}가 되는 {\displaystyle X}의 비어 있지 않은 열린 아핀 부분 집합 {\displaystyle U}가 있고 다음 {\displaystyle f^{\#}:k[V]\to k[U]} 단사이다. 따라서 지배적 사상 {\displaystyle f}는 함수 체 수준에서 단사를 유도한다.
{\displaystyle k(Y)=\varinjlim k[V]\hookrightarrow k(X),\,g\mapsto g\circ f}
여기서 제한은 {\displaystyle Y}의 비어 있지 않은 모든 열린 아핀 부분 집합에 대해 실행된다. (보다 추상적으로, 이것은 {\displaystyle Y}의 일반점의 잉여류체에서 {\displaystyle X}의 점으로 유도된 사상이다.) 반대로, 체의 모든 포함 사상 {\displaystyle k(Y)\hookrightarrow k(X)}은  {\displaystyle X}에서 {\displaystyle Y}로의 우세한 유리 사상에 의해 유도된다. 따라서, 위의 구성은 체 {\displaystyle k}에 대한 대수 다형체의 범주와 그들 사이의 지배적 유리적 사상과 {\displaystyle k}의 유한하게 생성된 체 확대의 범주 사이의 반변 동치 관계를 결정한다. 
{\displaystyle X}가 매끄러운 완비 곡선(예: P1 )이고 {\displaystyle f}가 {\displaystyle X}에서 사영 공간 {\displaystyle \mathbb {P} ^{m}}로 가는 유리 사상인 경우 {\displaystyle f}는 정규 사상 {\displaystyle X\rightarrow \mathbb {P} ^{m}}이다.  특히, {\displaystyle X}가 매끄러운 완비 곡선일 때, {\displaystyle X}에 대한 임의의 유리 함수는 사상 {\displaystyle X\rightarrow \mathbb {P} ^{1}}으로 볼 수 있고, 반대로 {\displaystyle X}에 대한 유리 함수와 같은 사상으로 볼 수 있다.
정규 다형체 (특히 매끄러운 다형체)에서 유리 함수는 공동 차원 1의 극점이 없는 경우에만 규칙적이다.  이것은 하르톡스의 확장 정리의 대수적 유사체이다. 이 사실에 대한 상대적 버전도 있다.  참조하라.
기저 위상 공간 사이의 위상 동형 사상인 대수 다형체 사이의 사상은 동형 사상일 필요가 없다(프로베니우스 사상 {\displaystyle t\mapsto t^{p}}가 반례) 반면에, {\displaystyle f}가 전단사 쌍합이고 {\displaystyle f}의 대상 공간이 정규 다형체이면 {\displaystyle f}는 쌍정형이다. (cf. 자리스키의 주요 정리.)
복소 대수 다형체 사이의 정규 사상은 정칙 사상이다. (실제로 약간의 기술적 차이가 있다. 정규 사상은 특이점을 제거할 수 있는 유리형 사상이지만 실제로는 구별이 일반적으로 무시된다.) 특히, 복소수에 대한 정규 사상은 일반적인 정칙 함수일 뿐이다.

## 사영 공간에 대한 사상
사상
{\displaystyle f:X\to \mathbf {P} ^{m}}
이 사영 다형체에서 사영 공간으로의 사상이고, {\displaystyle x}가 {\displaystyle X}의 점이라고 하자. 그런 다음 {\displaystyle f(x)}의 i 번째 동차 좌표는 0이 아니다. 단순화를 위해 i = 0이라고 말한다. 그러면 연속성에 의해 다음과 같은 {\displaystyle x}의 열린 아핀 이웃 {\displaystyle U}가 있다.
{\displaystyle f:U\to \mathbf {P} ^{m}-\{y_{0}=0\}}
는 사상이며, 여기서 {\displaystyle y_{i}}는 동차 좌표이다. 대상 공간은 {\displaystyle (a_{0}:\dots :a_{m})=(1:a_{1}/a_{0}:\dots :a_{m}/a_{0})\sim (a_{1}/a_{0},\dots ,a_{m}/a_{0})}을 통해 아핀 공간 {\displaystyle \mathbb {A} ^{m}}임을 참고하라. 따라서 정의에 따라 제한 {\displaystyle f|_{U}}는
{\displaystyle f|_{U}(x)=(g_{1}(x),\dots ,g_{m}(x))}
로 주어진다. 여기서 {\displaystyle g_{i}}는 {\displaystyle U}의 정규 함수이다. {\displaystyle X}는 사영이기 때문에 각 {\displaystyle g_{i}}는 {\displaystyle X}의 동차 좌표 환 {\displaystyle k[X]}에서 같은 차수의 동차 원소의 비율이다. 우리는 모든 분수가 동일한 동차 분모 {\displaystyle f_{0}}를 갖도록 분수를 배열할 수 있다. 그러면 {\displaystyle k[X]}의 어떤 동차 원소 {\displaystyle f_{i}}에 대해 {\displaystyle g_{i}=f_{i}/f_{0}}을 쓸 수 있다. 따라서 동차 좌표로 돌아가서, {\displaystyle U}의 모든 {\displaystyle x}에 대해, {\displaystyle f_{i}}가 {\displaystyle x}에서 모두 영이 아니면 {\displaystyle X}의 모든 {\displaystyle x}에 대한 연속성에 의해
{\displaystyle f(x)=(f_{0}(x):f_{1}(x):\dots :f_{m}(x))}
{\displaystyle X}의 점 {\displaystyle x}에서 모두 영이면 위의 절차에 따라 {\displaystyle x}에서 모두 영은 아닌 {\displaystyle f_{i}}들의 집합을 선택할 수 있다.
사실, 위의 설명은 사영 다형체 {\displaystyle {\overline {X}}}의 열린 부분 다형체인 모든 준사영 다형체 {\displaystyle X}에 유효하다. 차이점은 {\displaystyle f_{i}}가{\displaystyle {\overline {X}}}의 동차 좌표 환에 있다는 것이다.
참고 : 위에서는 사영 다형체에서 사영 공간으로의 사상이 단일 다항식 집합에 의해 제공된다고 말하지 않다(아핀인 경우와 달리). 예를 들어, {\displaystyle X}를 {\displaystyle \mathbb {P} ^{2}}에서 원뿔곡선 {\displaystyle y^{2}=xz}이라고 하자. 그러면 두 개의 사상 {\displaystyle (x:y:z)\mapsto (x:y)} 그리고 {\displaystyle (x:y:z)\mapsto (y:z)} 은  {\displaystyle X}의 열린 부분 집합 {\displaystyle \{(x:y:z)\in X\mid x\neq 0,z\neq 0\}}에서 같다.   (왜냐하면 {\displaystyle (x:y)=(xy:y^{2})=(xy:xz)=(y:z)} ) 그래서 사상 {\displaystyle f:X\to \mathbb {P} ^{1}}를 정의한다.

## 사상의 올
다음 정리들은 중요하다:
정리. {\displaystyle f:X\to Y}가 다형체들의 지배 사상이고 {\displaystyle r=\dim X-\dim Y}라 하자. 그러면
1. 모든 닫힌 기약 부분 집합 {\displaystyle W\subset Y}과 {\displaystyle W} 지배적인 {\displaystyle f^{-1}(W)}의 모든 기약 성분 {\displaystyle Z}에 대해{\displaystyle \dim Z\geq \dim W+r}
2. {\displaystyle U\subset f(X)}, {\displaystyle U}와 교차하는 모든 닫힌 기약 부분 집합 {\displaystyle W\subset Y}, {\displaystyle f^{-1}(U)}와 교차하는 {\displaystyle f^{-1}(W)}의 모든 기약 성분 {\displaystyle Z}에 대해 {\displaystyle \dim Z=\dim W+r}인 공집합이 아닌 {\displaystyle U\subset Y}가 존재한다.

따름 정리. {\displaystyle f:X\to Y}가 다형체들의 사상이고 {\displaystyle X}의 각 점 {\displaystyle x}에 대해,{\displaystyle e(x)=\max\{\dim Z\mid Z{\text{ an irreducible component of }}f^{-1}(f(x)){\text{ containing }}x\}.}라 하자. 그러면 e는 위쪽 준연속 함수이다. 각 정수 n에 대해, 집합
{\displaystyle X_{n}=\{x\in X\mid e(x)\geq n\}}
는 닫힌 집합이다.
멈포드의 빨간 책에서 정리는 뇌터 정규화 보조정리를 통해 증명된다. 한편, 일반 자유도가 중요한 역할을 하고 " 보편 현수환"의 개념이 증명의 핵심인 대수적 접근에 대해서는 Eisenbud, Ch. 14 of "Commutative algebra with a view toward algebraic geometry."참조하라. 사실, 거기에 있는 증명은 f가 평탄하면 정리 2의 차원 등식이 일반적으로 유지됨을 보여준다(generically만이 아님).

## 유한 사상의 차수
{\displaystyle f:X\to Y}를 체 k에 대한 대수 다형체 사이의 유한 전사적 사상라고 한다. 그러면 정의에 따라 {\displaystyle f}의 차수는 {\displaystyle f^{*}k(Y)}에 대한 함수 체 {\displaystyle k(X)}의 유한 체 확대의 차수이다. 일반 자유도에 의해, 구조 층 {\displaystyle {\mathcal {O}}_{X}}의 {\displaystyle f^{-1}(U)}로의 제한이 {\displaystyle {\mathcal {O}}_{Y}|_{U}}-가군으로서 자유 가군이 되는 공집합이 아닌 열린 부분 집합 {\displaystyle U\subset Y}가 존재한다. {\displaystyle f}의 차수는 이 자유 가군의 랭크이다.
{\displaystyle f}가 에탈이고 {\displaystyle X,Y}가 완비이면 {\displaystyle Y}의 연접층 {\displaystyle F}에 대해 오일러 특성을 {\displaystyle \chi }라 쓰면,
{\displaystyle \chi (f^{*}F)=\deg(f)\chi (F).}
(분지된 덮개에 대한 리만-후르비츠 공식은 여기서 "에탈"이 생략될 수 없음을 보여준다. )
일반적으로 {\displaystyle f}가 유한한 전사이고 {\displaystyle X,Y}가 완비이고 {\displaystyle F}가 {\displaystyle Y}위의 연접층인 경우 르레 스펙트럼 열 {\displaystyle \operatorname {H} ^{p}(Y,R^{q}f_{*}f^{*}F)\Rightarrow \operatorname {H} ^{p+q}(X,f^{*}F)}에서, 다음을 얻는다.
{\displaystyle \chi (f^{*}F)=\sum _{q=0}^{\infty }(-1)^{q}\chi (R^{q}f_{*}f^{*}F).}
특히, {\displaystyle F}가 선다발들의 텐서 거듭제곱 {\displaystyle L^{\otimes n}}이면  {\displaystyle R^{q}f_{*}(f^{*}F)=R^{q}f_{*}{\mathcal {O}}_{X}\otimes L^{\otimes n}}이고, q가 양수이면 {\displaystyle R^{q}f_{*}{\mathcal {O}}_{X}}의 지지가 양의 여차원을 가지므로, 선행 항을 비교하면
{\displaystyle \operatorname {deg} (f^{*}L)=\operatorname {deg} (f)\operatorname {deg} (L)}
({\displaystyle f_{*}{\mathcal {O}}_{X}}의 일반적 랭크는 {\displaystyle f}의 차수이다. )
{\displaystyle f}가 에탈이고 k가 대수적으로 닫힌 경우 각 기하 올 {\displaystyle f^{-1}(y)}는 정확히 deg( f ) 점들로 구성된다.

## 같이 보기
- 대수 함수
- 매끄러운 사상
- 에탈 사상 - 국소적 미분동형사상의 대수 아날로그.
- 특이점의 해결
- 수축 사상

## 참고 문헌
- Fulton, William (1998). 《Intersection Theory》. Springer Science. ISBN 978-0-387-98549-7.
- Harris, Joe (1992). 《Algebraic Geometry, A First Course》. Springer Verlag. ISBN 978-1-4757-2189-8.
- Hartshorne, Robin (1997). 《Algebraic Geometry》. Springer-Verlag. ISBN 0-387-90244-9.
- Milne, Algebraic geometry, old version v. 5.xx.
- Mumford, David (1999). 《The Red Book of Varieties and Schemes: Includes the Michigan Lectures (1974) on Curves and Their Jacobians》 2판. Springer-Verlag. doi:10.1007/b62130. ISBN 354063293X.
- Shafarevich, Igor R. (2013). 《Basic Algebraic Geometry 1》. Springer Science. ISBN 978-0-387-97716-4.
- Silverman, Joseph H. (2009). 《The Arithmetic of Elliptic Curves》 2판. Springer Verlag. ISBN 978-0-387-09494-6.